# 张桥 (无锡)
张桥、俗称古感应桥，位于中华人民共和国江苏省无锡市滨湖区华庄街道周潭社区、无锡贡湖湾湿地公园内，是无锡市文物保护单位。

## 特点
张桥为东西走向的单孔石拱桥，无栏，在通往南草庵的张桥港上。古感应桥，建于明万历十一年，乾隆三十五年重修，光绪二十六年再建，全长13.42米，跨径4.41米。2016年，无锡市人民政府公布其为无锡市文物保护单位。

## 图库

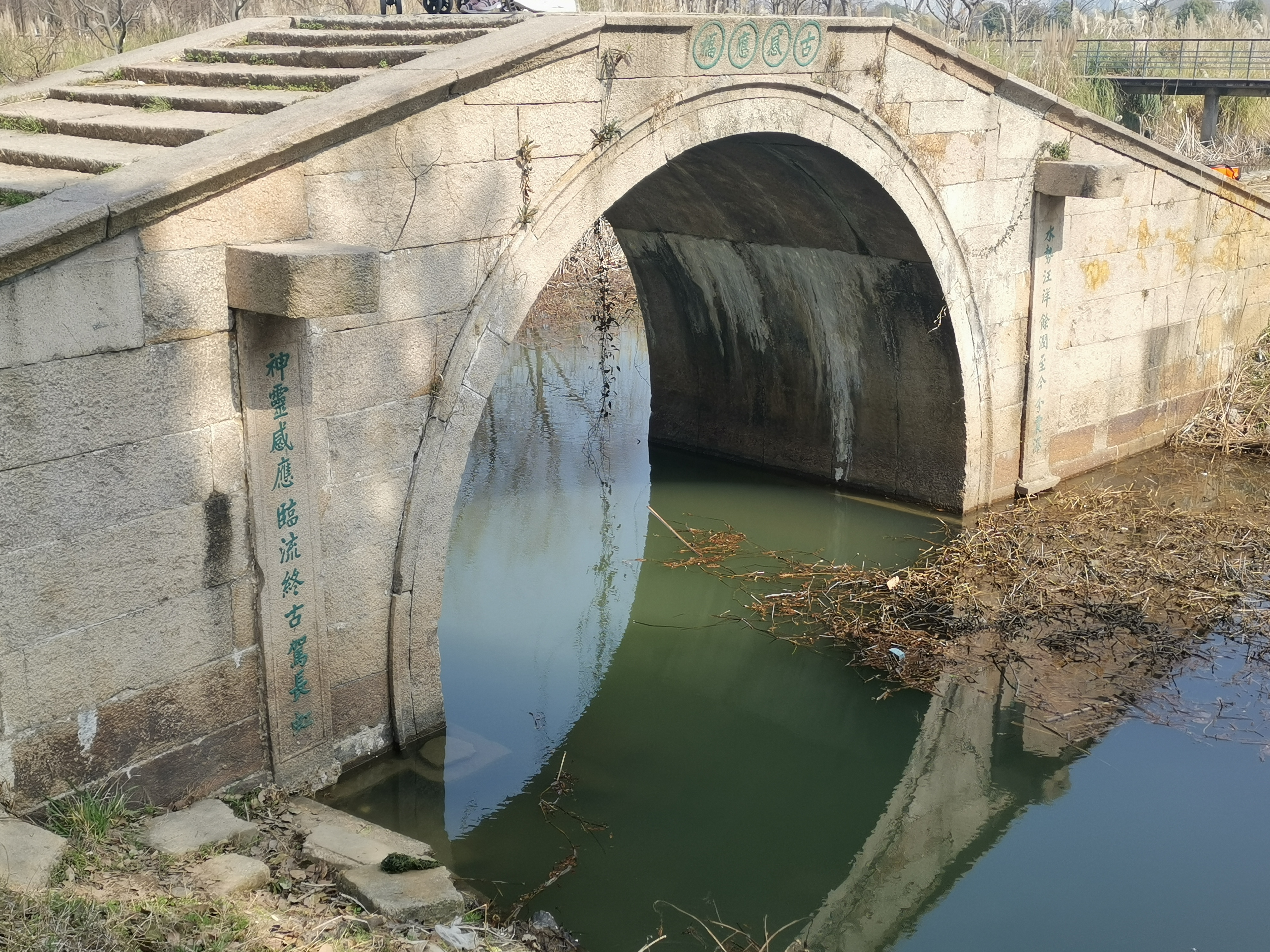
张桥
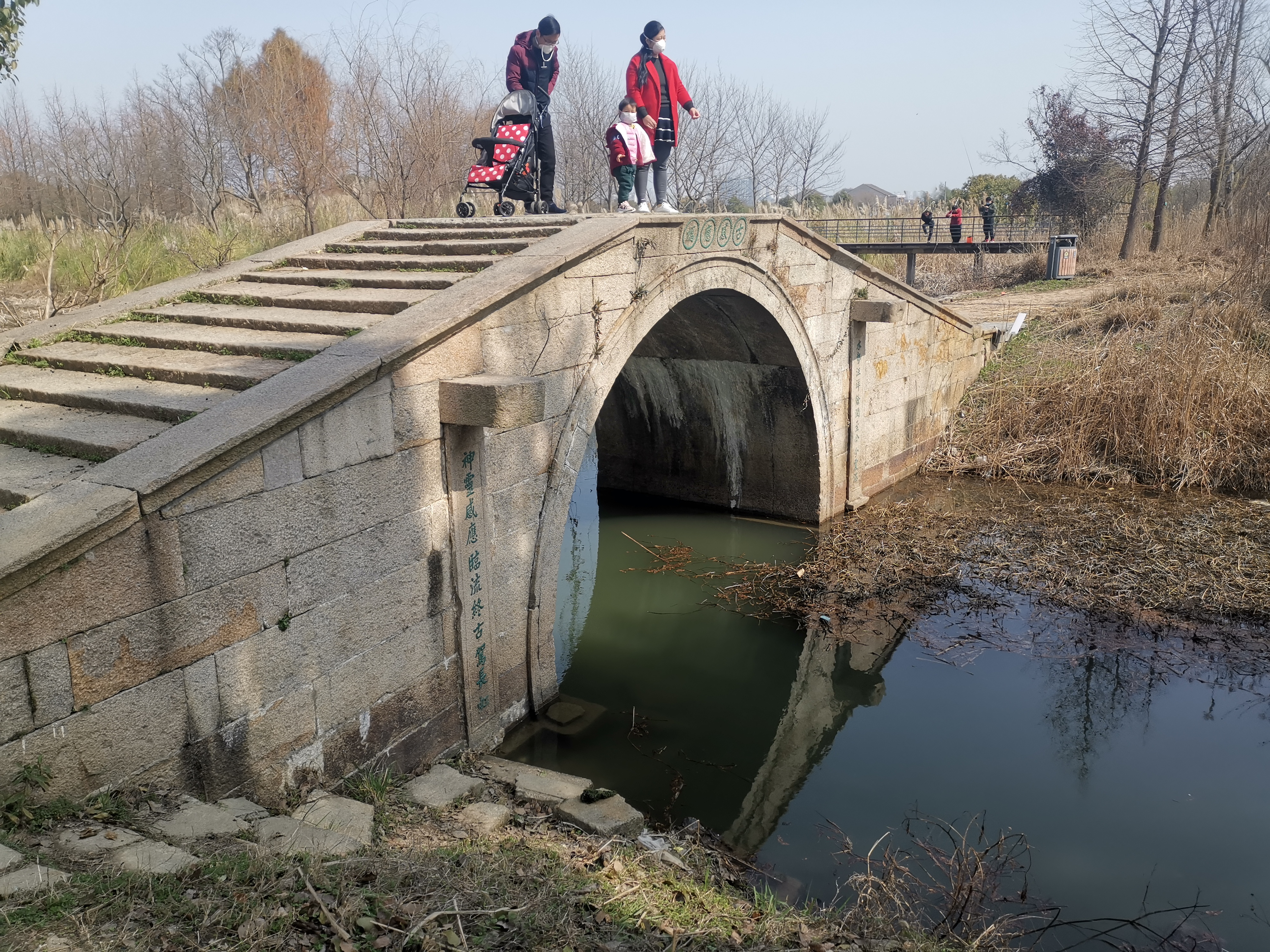
张桥
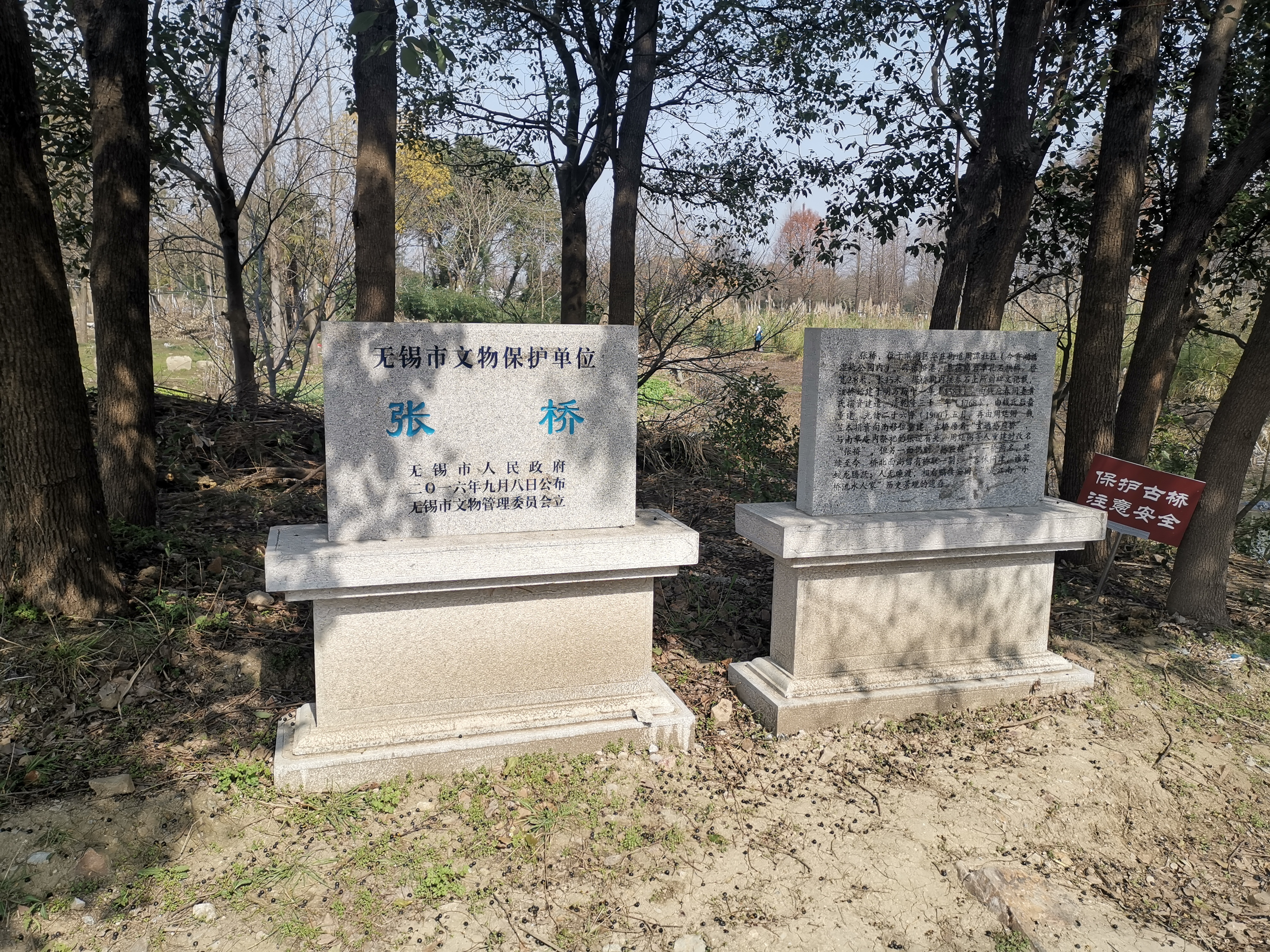
张桥文保牌